# وسام القدس
وسام القدس هو أحد أرفع الأوسمة الفلسطينية التي يمنحها الرئيس الفلسطيني، وهو حاليًا ثاني أعلى الأوسمة الفلسطينية بعد وسام دولة فلسطين.

## التاريخ
جرى تأسيس وسام القدس عقب إقامة السلطة الوطنية الفلسطينية عام 1994 وكان الوسام تحت مسمى «وسام نجمة القدس»، وقد شكل حينها ثاني أعلى وأرفع وسام فلسطيني بعد وسام نجمة فلسطين، وكان يمنحه الرئيس ياسر عرفات للملوك والرؤساء والشخصيات الداعمة للقضية الفلسطينية. لاحقًا بعد أن تم إعادة هيكلة أوسمة فلسطين عام 2015 فقد أصبح الوسام يعرف باسم «وسام القدس»، وأصبحت «نجمة القدس» إحدى درجات «وسام القدس».

## رتب الوسام
يقسم وسام القدس إلى خمسة درجات:
- وسام القدس من درجة «الوشاح الأكبر»: يمنح للملوك والرؤساء ورؤساء الحكومات.[3]

- وسام القدس من درجة «النجمة الكبرى»: ويمنح لرؤساء الحكومات والوزراء والمبعوثين الدوليين والقيادات البرلمانية والحزبية العربية والدولية.[3]

- وسام القدس من درجة «نجمة القدس»: يمنح للوزراء والسفراء والمبعوثين والمحافظين وأعضاء البرلمانات وممثلي الأحزاب الفلسطينيين والأجانب.[3]

- وسام القدس من درجة «نجمة السلام»: يمنح للنشطاء الفلسطينيين والأجانب الذين يعملون من أجل السلام، ولأعضاء البرلمانات وممثلي الأحزاب الداعمين لحرية واستقلال دولة فلسطين.[3]

- وسام القدس من درجة «فارس القدس»: يمنح للكفاءات المبدعة والمتميزة في مختلف المجالات.[3]

| وسام القدس من رتبة "الوشاح الأكبر" | وسام القدس من رتبة "النجمة الكبرى" |
| ---------------------------------- | ---------------------------------- |
|                                    |                                    |
|                                    |                                    |

| وسام القدس من رتبة "نجمة القدس" | وسام القدس من رتبة "نجمة السلام" |
| ------------------------------- | -------------------------------- |
|                                 |                                  |
|                                 |                                  |

| وسام القدس من رتبة "فارس القدس" |
| ------------------------------- |
|                                 |
|                                 |

## أبرز الحائزين على الوسام
- سلمان بن عبد العزيز (1998).[7]
- محجوب عمر (2004).[8]
- أشرف الكردي (2005).[9]
- جوزيف بلاتر (2008).[1]
- عبد الله الثاني بن الحسين (2011).[10]
- محمد بوستة (2012).[11]
- علي جمعة (2013).[12]
- حكم بلعاوي (2017).[13]
- نادية لطفي (2019).[14]
- نبيل شعث (2020).[15]
- عصام الدين عاشور (2020).[16]
- سليم الزعنون (2022).[17]
- شيرين أبو عاقلة (2022).[18]
- ناليدي باندور (2022).[19]
- قيس عبد الكريم (2023).[20]
- رياح حنا أبو العسل (2023).[21]
- سعيد كنعان (2023).[22]